# Теодора Цариградска
Преподобна Теодора Цариградска је била монахиња и послушница Светог Василија Новог (26. март по црквеном календару).
По смрти јавила се Светом Григорију, ученику Василијевом, и описала му свих 20 митарстава, кроз које је душа њена прошла, док није помоћу молитава Светог Василија ушла у вечни покој. Представила се 12. јануара (30. децембра по црквеном) 940. година.
Српска православна црква слави је 30. децембра по црквеном, а 12. јануара по грегоријанском календару.